# Csatári Bálint (geográfus)
Csatári Bálint (Karcag, 1949. augusztus 13. – Kecskemét, 2019. szeptember 17.) magyar geográfus, egyetemi oktató, a Nagyalföld társadalmi földrajzának kutatója.

## Életpályája
Középiskolába Berettyóújfaluban járt. A József Attila Tudományegyetem matematika-földrajz tanári szakán diplomázott, majd a földrajzi doktori iskolában szerzett doktori oklevelet 1975-ben. Ugyanebben az évben visszatért Berettyóújfaluba, ahol öt évig dolgozott középiskolai tanárként. 1984-ben a Tudományos Akadémia Regionális Kutatások Központjának kecskeméti csoportjánál helyezkedett el. 1992-2008. július 1-je közt az MTA RKK Alföldi Tudományos Intézetének választott igazgatója volt. Majd az intézetnél tudományos főmunkatárs  és a Kecskeméti Tudományos Osztály vezetője volt. A Szegedi Tudományegyetem Gazdaság- és Társadalomföldrajzi Tanszékének docense volt. Szakterülete a településföldrajz, a rurális térségek földrajza, mikro- és makroregionális fejlesztések. Angolul és oroszul beszélt.
Nős, három gyermek édesapja.

## Kutatásai, közéleti szerepvállalása
Csatári Bálint kutatásainak egyik legfőbb tárgya az Alföld, az alföldi települések és társadalmuk fejlődésének mozgatórugói, illetve jelenségei. Több kutatásának tárgyául választotta az alföldi szórványtelepüléseinek, a tanyáknak legújabb kori fejlődését, illetve Magyarország lemaradó térségeinek problémáit. Kutatói tevékenysége mellett ki is állt a lemaradó térségek és társadalmi rétegek mellett. Rendszeres szereplője volt a területi fejlesztéssel foglalkozó fórumoknak, többször is szerepet vállalt a kérdéssel foglalkozó fórumok, szervezetek létrehozásában. 2003-ban tagja volt a tanyai fejlesztésekre ajánlásokat kidolgozó munkaközösségnek, a Tanyakollégiumnak.

## Művei (válogatás)
1. CSATÁRI B.: Adatok a Sárrét településföldrajzához. - Alföldi Tanulmányok, II. 1978. pp. 201–218.
2. CSATÁRI B.: Szeged járás tanyarendszerének néhány jellegzetessége - Alföldi Tanulmányok, IV. 1980. pp. 85–106.
3. CSATÁRI B. - PAPP A.: A falvak településföldrajzi problémái a Tiszántúl középső részén. - Földrajzi Értesítő, 32. 1984. 2. pp. 114–132.
4. CSATÁRI, B. - ENYEDI, Gy.: The formation of new, clustered, rural settlements in Hungary. In: ENYEDI, GY. - VELDMAN, J. (ed.): Rural Develpoment Issues in Indrustrialized Countries, Pécs: Centre for Regional Studies of the Hungarian Academy of Sciences, 1986. pp. 96–105 (Regional Research Reports, 1.).
5. CSATÁRI B. - TÓTH J.: Az urbanizálódás területi különbségei. - Statisztikai Szemle, 66. 1988. 3. pp. 244–259.
6. CSATÁRI B.: Tiszazug tünetcsoport. - Jászkunság, 38. 1990, 1. pp. 63–68.
7. CSATÁRI B. (szerk.): Tanakodás a tanyákról. Kecskemét: MTA Regionális Kutatások Központja, 1990. 168 p.
8. CSATÁRI B.: Tétova települések a térben. - Falu, 7. 1991. 3. pp. 5–11.
9. CSATÁRI B.: Földrajz, költészet, identitás. - Forrás, 24. 1992. 6. pp. 89–94
10. CSATÁRI B.: Az Alföld helyzete és perspektívái. Békéscsaba: Nagyalföld alapítvány, 1996. 99. p.
11. CSATÁRI B.: A magyarországi kistérségek néhány jellegzetessége. Kecskemét: MRA RKK Alföldi Tudományos Intézet, 1996. 25 p.
12. CSATÁRI B.: A magyarországi kistérségek vidékiség-kritériumai. In: HORVÁTH GY. - RECHNITZER J. (szerk.): Magyarország területi szerkezete és folyamatai az ezredfordulón. Budapest: MTA Regionális Kutatások Központja, 2000. pp. 193–217
13. CSATÁRI B. (szerk.): A Tisza-vidék problémái és fejlesztési lehetőségei. A Földművelésügyi és Vidékfejlesztési Minisztérium Vidékfejlesztési Főosztálya megbízásából készült Tisza-vidék kutatás-fejlesztési program összefoglalója. Kecskemét: MTA RKK Alföldi Tudományos Intézet, 2001. 104 p.
14. CSATÁRI B. - TIMÁR J. (szerk.): Területfejlesztés, rendszerváltás és az Alföld. Budapest: MTA Társadalomkutató Központ, 2002. (Magyarország az ezredfordulón. Stratégiai kutatások a Magyar Tudományos Akadémián. IV. A területfejlesztési program tudományos megalapozása).
15. CSATÁRI B.- KANALAS I. - NAGY G. - SZARVÁK T.: Regions in Information Society - a Hungarian Case-Study. Pécs: Centre for Regional Studies of the Hungarian Academy of Sciences, 2004. 113 p. (Discussion Papers; 42.).
16. CSATÁRI B.: Criteria of rurality for the hungarian micro-regions: Major problems facing rural areas in Hungary. In: Barta GY. - FEKETE G. É. - KUKORELLI SZORÉNYINÉ I. - TIMÁR J. (eds.): Hungarian Spaces and Places: Patterns of Transition. Pécs: Centre for Regional Studies of the Hungarian Academy of Sciences, 2005. pp. 466–482
17. CSATÁRI B. - FARKAS J. ZS.: A magyar vidékies kistérségek új kategorizálása, különös tekintettel a városi hatásokra és a földhasznosítás változásaira. - Tér és Társadalom, 20. 2006. 4. pp. 97–109.

## Díjai, elismerései

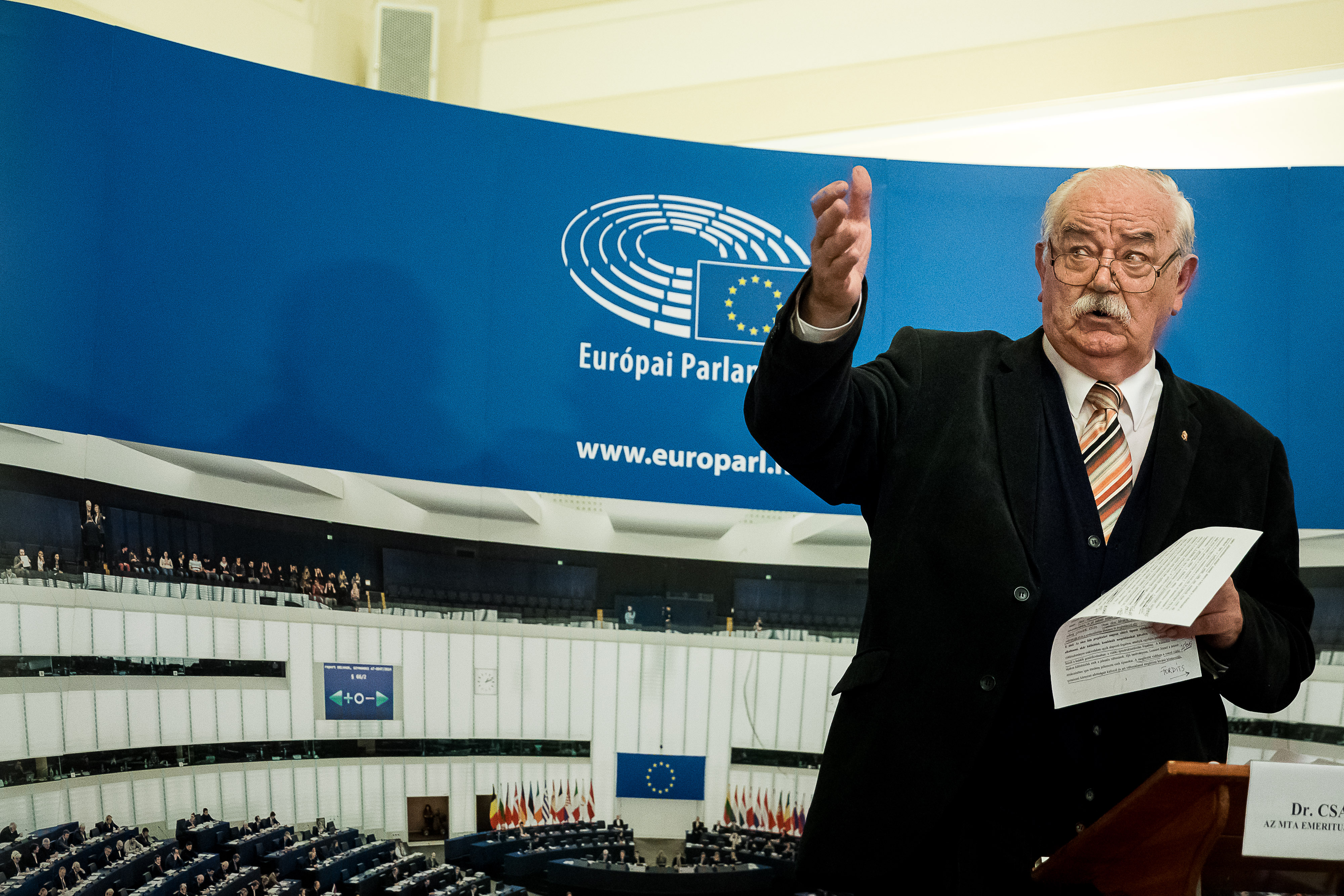
Az Okosfalvak szakmai konferencián (2018)

- Oktatásügy kiváló dolgozója (1977)
- Bács Kiskun Megye Településfejlesztéséért (1984)
- Bács-Kiskun Megye Alkotói Díja (1990)
- Pro Régió Alföldért Díj (1993)[7]
- Pro Régió Kormánykitüntetés (1994)[7]
- Bács – Kiskun Megye Tudományos díja (1996)
- Akadémiai Díj (1997)[8]
- Magyar Köztársasági Arany Érdemkereszt (2002)
- Bács-Kiskun Megyei Prímadíj (2008) - Magyar Tudomány kategóriában[9]
- Bács-Kiskun Megye Építesztéért Díj (2008)[10]
- A Magyar Köztársasági Érdemrend tisztikeresztje (2010)
- Berettyóújfalu díszpolgára (2014)

## Videó
- Interjú Csatári Bálinttal a Bács-Kiskun megye Príma Díj átadásakor. YouTube